# Osvaldo Fernández
Artikeln följer den spanska namnseden; faderns efternamn är Fernández och moderns efternamn Rodríguez.
Osvaldo Fernández Rodríguez, född den 4 november 1966 (enligt vissa källor 1968) i Holguín, är en kubansk före detta professionell basebollspelare som spelade åtta säsonger i den kubanska ligan Serie Nacional de Béisbol (SNB) 1987–1995 och därefter fyra säsonger i Major League Baseball (MLB) 1996–1997 och 2000–2001. Fernández var högerhänt pitcher.

## Karriär

### Kuba
Fernández debuterade i SNB säsongen 1987/88 för Holguín. Han stannade kvar i klubben under alla åtta säsonger som han spelade i SNB.

### Internationellt
Fernández tog guld för Kuba vid olympiska sommarspelen 1992 i Barcelona. Han spelade två matcher i gruppspelet, mot Dominikanska republiken och mot Spanien, varav han vann den förra matchen genom en shutout. Han vann även semifinalen mot USA. Hans earned run average (ERA) under hela turneringen var så låg som 0,57. Detta var första gången som baseboll var med vid olympiska sommarspelen.
Fernández var även med och vann Världsmästerskapet i baseboll, Panamerikanska spelen och Centralamerikanska och karibiska spelen två gånger vardera samt Interkontinentala cupen en gång.

### Major League Baseball
Fernández hoppade av till USA i juli 1995 när det kubanska landslaget var på turné där och skrev inför 1996 års säsong på ett treårskontrakt med San Francisco Giants i MLB. Han spelade för Giants 1996–1997, men missade hela 1998 på grund av skada. 1999 spelade han bara fyra matcher för en farmarklubb till Giants. Han skrev därefter på för Cincinnati Reds, där han spelade 2000–2001. Följande säsong spelade han i Expos de Montréals och San Francisco Giants farmarklubbssystem. Han avslutade därefter karriären med tre säsonger i Liga Mexicana de Béisbol 2003–2005.